# 农业机械化

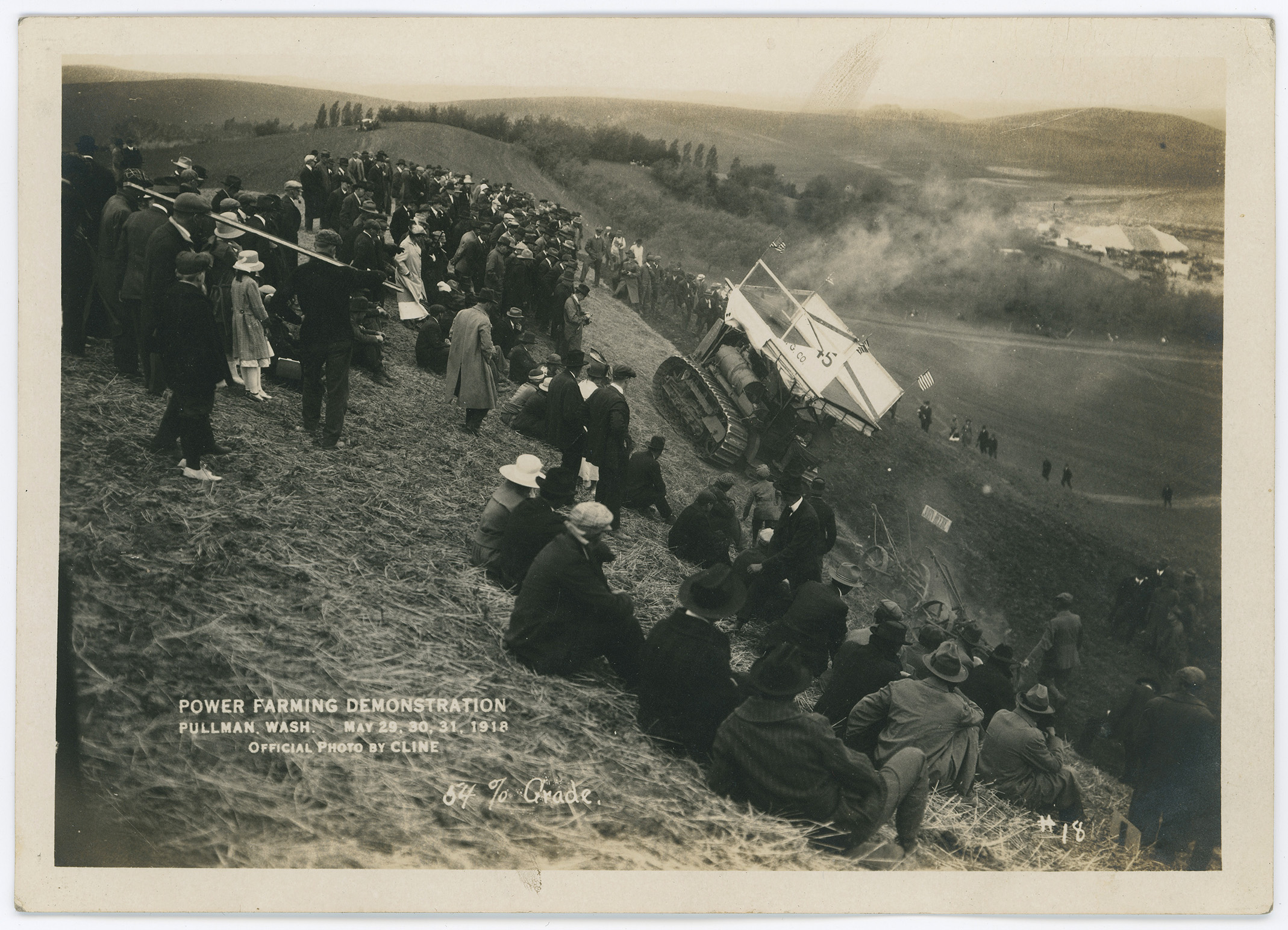
1918年，山坡上一架农业机器的展示

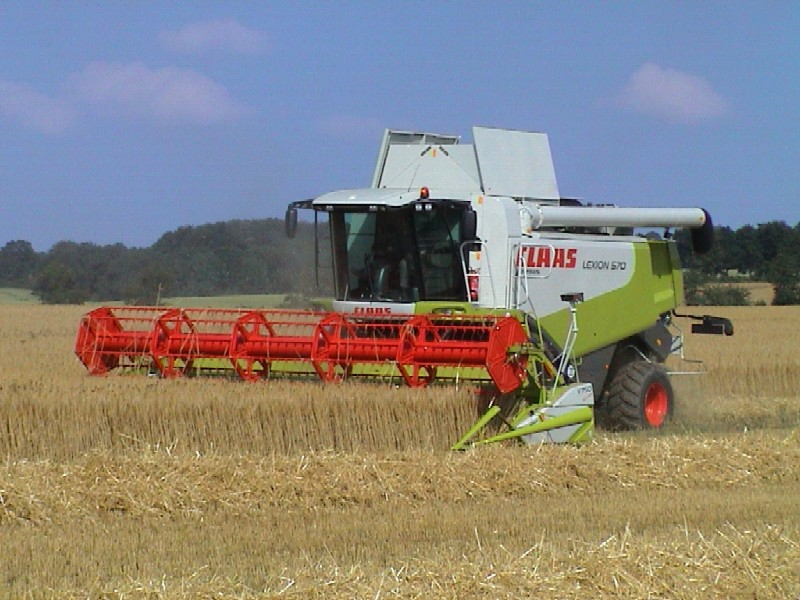
德國農村的聯合收割機

農業機械化是指運用先進適用的農業機械裝備農業，改善農業生產經營條件，不斷提高農業的生產技術水準和經濟效益、生態效益的過程。科技日报认为，农业机械化有助于贫困地区和贫困户脱贫致富，持续提高贫困地区的农业现代化水平。

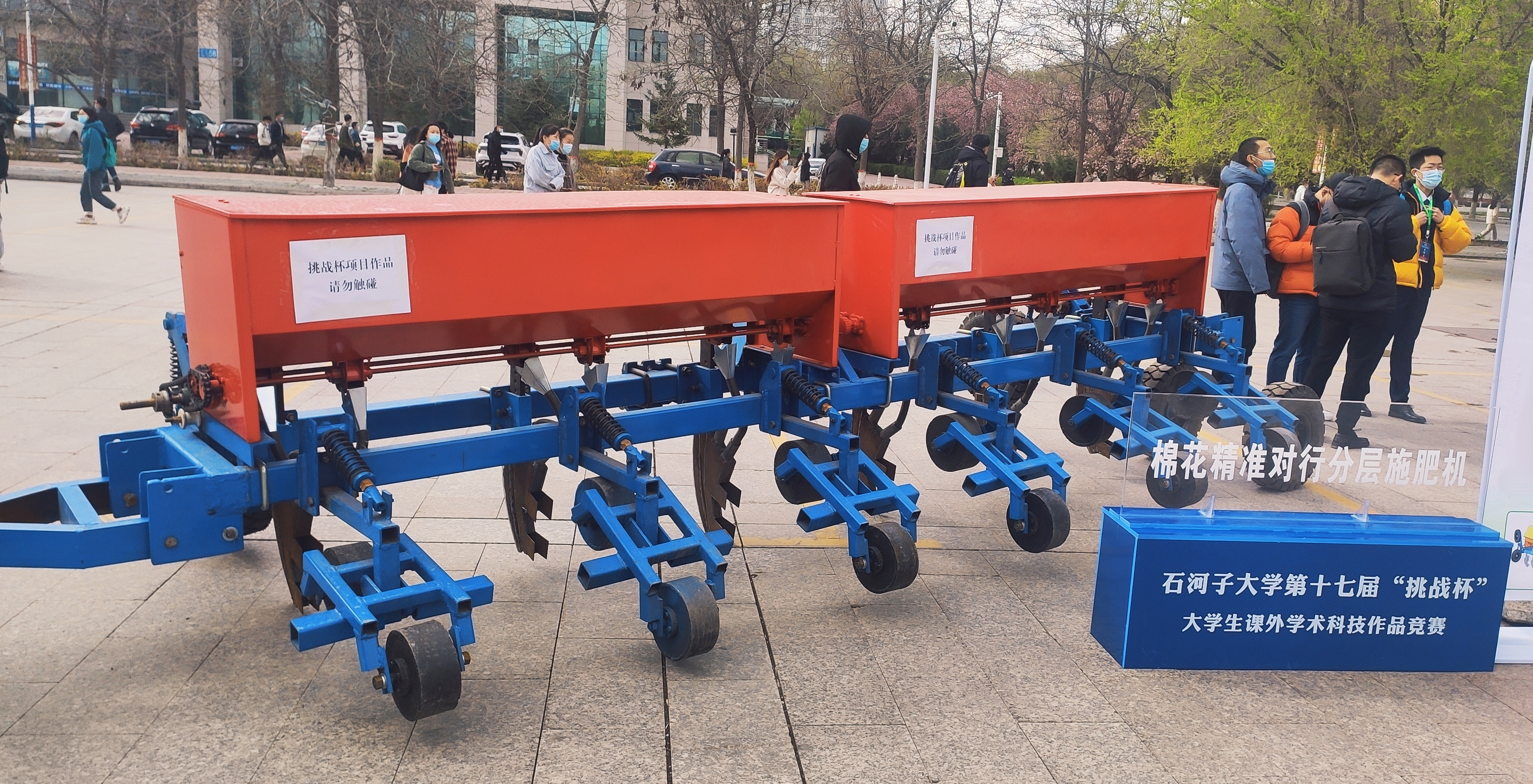
棉花施肥机，石河子大学的大学生竞赛作品

## 農業機器人
指在農業中能模仿人的某種活動，具備特定生產技術功能的自動化機械。可以代替人的繁重勞動或在人所不能適應的環境下代替人的工作。在農業中機器人已在果樹接枝、測定水果品質、果品採收分級、秧苗栽插等多種技術環節中進行試驗或開發應用。為了實現無人耕種，研究人員利用全球定位系統確定方位採用搭載了計算機的裝置進行遙控。